# Hello Games
Hello Games Ltd est un studio de jeux-vidéo britannique fondé le 4 août 2008 et situé à Guildford, au Royaume-Uni. Le studio s'est notamment fait connaître avec sa série de jeux Joe Danger et No Man's Sky

## Historique

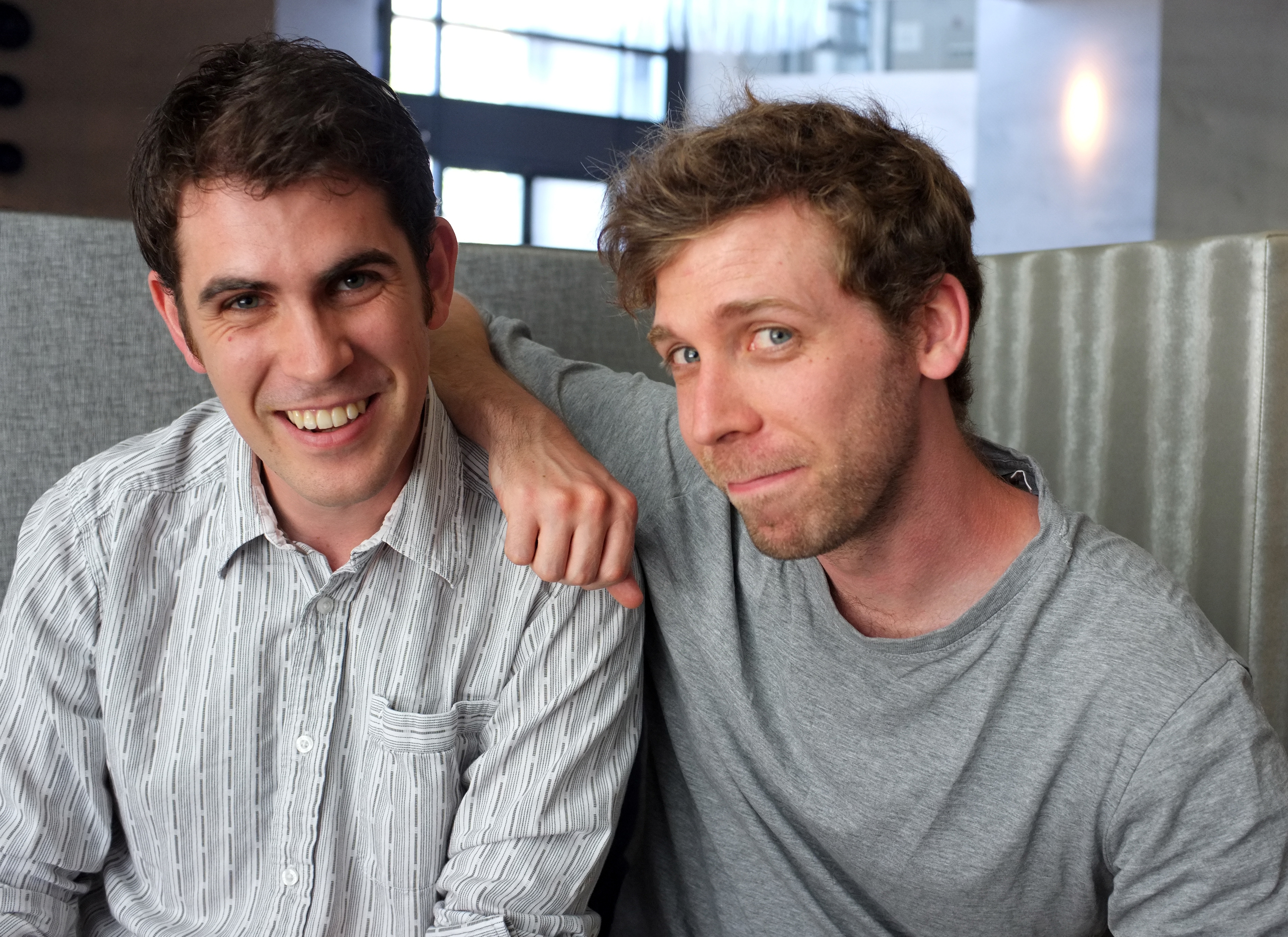
Les cofondateurs Sean Murray (à gauche) et Grant Duncan (à droite)

Hello Games est fondé en août 2008 par d'anciens employés issus d'autres studios de développement, tels que Criterion Games, Electronic Arts et Kuju Entertainment. En septembre 2010, ils ont été inscrits par The Guardian comme une des 100 entreprises les plus novatrices et créatives des 12 mois précédents.  Durant la Gamescom de 2011, ils ont annoncé leur deuxième jeu, Joe Danger 2: The Movie.
En 2013 lors des VGX Awards, l'entreprise présente No Man's Sky, un jeu d'exploration spatiale en vue à la première personne,.
Le 24 décembre 2013, le siège du studio a été inondé, avec une grande partie du matériel utilisé dans le développement des jeux, détruit et inutilisable.
À l'origine, le jeu No Man's Sky devait sortir en juin 2016 mais Sean Murray a annoncé que le jeu avait été retardé pour corriger des problèmes de dernière minute et lancerait le jeu-vidéo deux mois plus tard, en août. Après la sortie de No Man's Sky, Hello Games ont été accusés de malhonnêteté concernant la promotion publicitaire du jeu et le manque de fonctionnalité promises. Une partie des fonctionnalités manquantes ont été ajoutées via des nombreuses mises à jour de post-sortie.
Durant la conférence, Game Developers Conference de 2017, Hello Games ont annoncé Hello Labs, une initiative de financement de projets de génération expérimentaux et procéduraux multiples. Durant les Game Awards 2018, Hello Games a annoncé un nouveau jeu, The Last Campfire.

## Jeux développés
| Titre                   | Année | Plates-formes                                                                        |
| ----------------------- | ----- | ------------------------------------------------------------------------------------ |
| Joe Danger              | 2010  | Windows, MacOS, Linux, PlayStation 3, PlayStation Vita, Xbox 360, Android            |
| Joe Danger 2: The Movie | 2012  | Windows, MacOS, Linux, PlayStation 3, PlayStation Vita, Xbox 360, Android            |
| Joe Danger Touch        | 2013  | iOS                                                                                  |
| Joe Danger Infinity     | 2014  | iOS                                                                                  |
| No Man's Sky            | 2016  | Windows, macOS, PlayStation 4, PlayStation 5, Xbox One, Xbox Series, Nintendo Switch |
| The Last Campfire       | 2020  | Windows, macOS, iOS, PlayStation 4, Xbox One, Nintendo Switch                        |
| Light No Fire           | TBA   | TBA                                                                                  |